# بشارة (مغني)

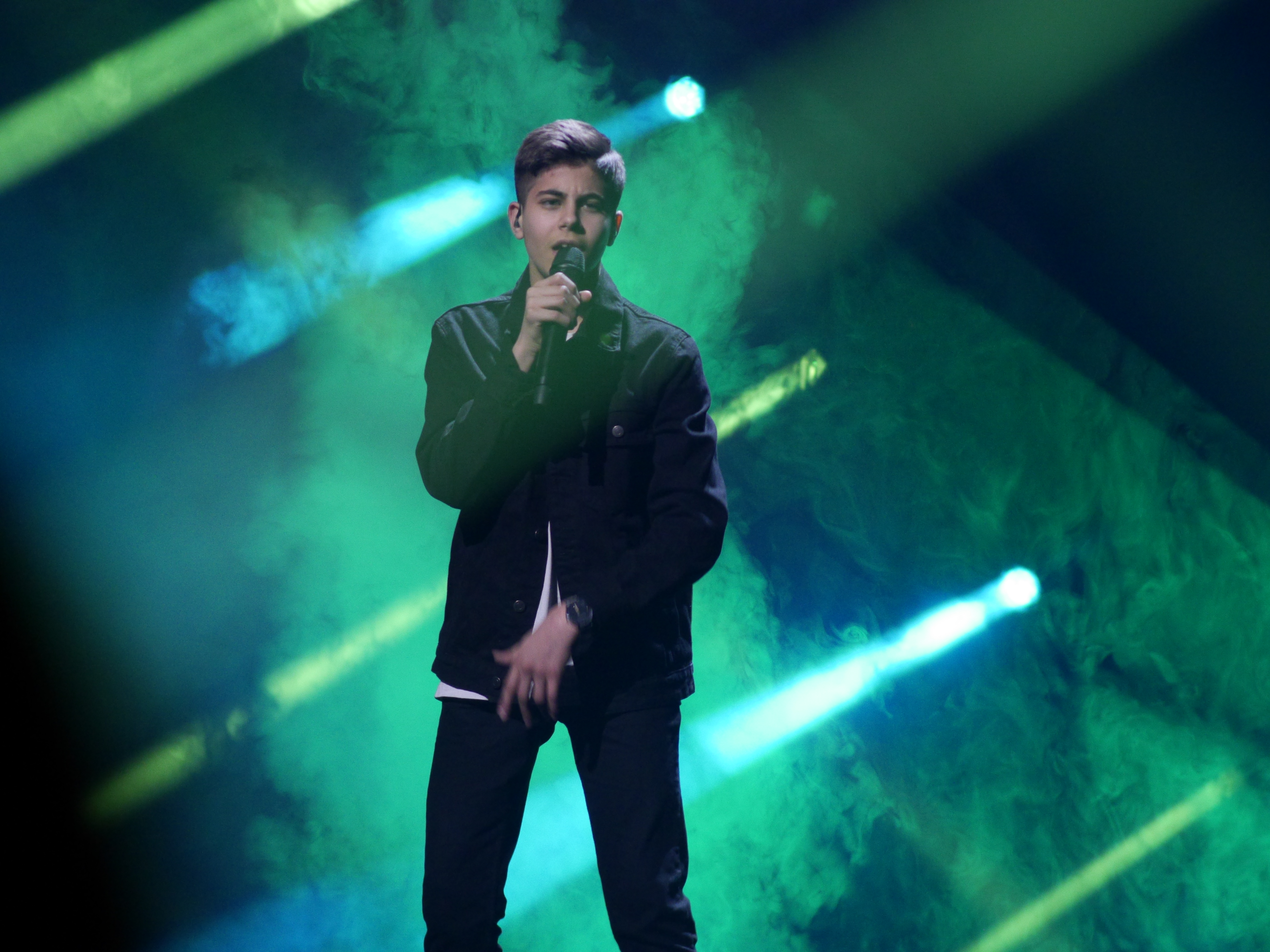
Bishara - On My Own - Melodifestivalen 2019

بشارة نعيم مراد (مولود في المالكية، في محافظة الحسكة في سوريا في 23 يناير / كانون الثاني 2003) ومعروف باسم بشارة (بالأحرف اللاتينية Bishara) هو مغني سويدي من أصل سرياني. هاجر مع عائلته إلى السويد وعمره ست سنوات، وترعرع مع عائلته في مدينة لينشوبينغ، حيث خدم في كنيسة مار مرقس للسريان الأرثوذكس في لينشوبينغ لتمتعه بصوت جميل، وهو يجاهر بإيمانه المسيحي الذي يمنحه القوة والإرادة.
أطلق منذ صغره الأغاني عبر وسائل التواصل الاجتماعي حيث نال الشعبية واكتشفته الفنانة السويدية ليلى باغي والغرين ودعمته. عام 2019 اشترك في مهرجان الاغنية السويدية المعروف بـ Melodifestivalen بأغنيته On My Own  في سن الخامسة عشرة ليصل لنهائيات المهرجان علما أن الفائز النهائي يمثّل السويد في مسابقة الأغنية الأوروبية (Eurovision Song Contest).
وفي النهائي الذي أقيم في 9 مارس آذار 2019 حلّ بشارة ثانيا في الترتيب العام من أصل عشر متسابقين ليفوز جون لوندفيك باللقب ليمثل السويد في اليوروفيجن الذي سيقام عام 2019 في تل أبيب. وبالرغم من عدم تأهله لتمثيل السويد، لقت أغنية بشارة بعنوان On My Own على نجاح تجاري كبير وحل في المرتبة الرابعة في القائمة السويدية لأنجح الأغاني والمعروفة بالـ Sverigetopplistan.

## الأغنيات
- 2019: Home
- 2019: On My Own

## الوصلات الخارجية
- بشارة على موقع ميوزك برينز (الإنجليزية)
- بشارة على موقع ديسكوغز (الإنجليزية)

- Instagram